# Kolbein Falkeid
Kolbein Falkeid (* 19. Dezember 1933 in Haugesund; † 27. Juni 2021) war ein norwegischer Lyriker. Er schrieb hauptsächlich alltagsnahe Lyrik in modernistischer Tradition. Seine Motivwahl reicht von der heimischen Vestlands-Küste bis nach Italien und Afrika. Seine Gedichte drücken oft ein globales Verständnis und internationale Solidarität aus.

## Leben und Wirken
1962 schloss Falkeid sein Studium der Philosophie an der Universität Oslo ab. Von 1963 bis 1966 war er Dozent an der Westfälischen Wilhelms-Universität in Münster. Viele Jahre war Falkeid Lektor am Gymnasium Haugesund/Skeisvang Videregående Skole. Zwischen 1973 und 1974 erhielt er ein Stipendium des Norwegischen Allgemeinwissenschaftlichen Forschungsrates (Norges Allmenvitenskaplige Forskningsråd). Nach seinem Debüt beim norwegischen Verlag J. W. Cappelen gab er 25 belletristische Bücher heraus, die in 19 Sprachen übersetzt wurden. Der Autor war ab 1967 Mitglied der norwegischen Schriftstellervereinigung (Den Norske Forfatterforening). Ab 1990 war Falkeid Texter für die westnorwegische Band Vamp. 1998 war er der Festspieldichter des Jahres während der Festspiele in Bergen (Festspillene i Bergen). Er starb am 27. Juni 2021 im Alter von 87 Jahren.

## Werke

### Gedichte
- Gjennom et glass-skår (1962)
- Vi (1966)
- Dissonans (1968)
- Reisenotater (1973)
- Horisontene (1975)
- Opp- og utbrudd (1978)
- Vagabondering (1979)
- Noen skritt unna (1980)
- Redningsforsøk (1983)
- De andre (1983)
- Nå (1983)
- Gledepunkter (1985)
- Kaffekjelens vinger (1988)
- En annen sol (1989)
- Gjest (1995)
- Utrøstelig bøddel (1997)
- Enslige utsikter (2000)
- Utestengt (2001)
- Vind, eple (2003)

### Ausgaben
- Trekket vestover : utvalgte dikt Vorwort von Paal-Helge Haugen (1984)
- Bølgelengder : dikt i utvalg von Paal-Helge Haugen (Bokklubbens lyrikkvenner, 1991) (Cappelen, 1993)
- De store strendenes samtale : dikt i utvalg von Paal-Helge Haugen (1998)
- Samlede dikt (2003)
- Utvalgte dikt, von Paal-Helge Haugen (2005)

### Sachprosa
- Torv : slit og trivsel på Haugalandet (Lokalhistorisk stiftelse, 1998)
- Haugalandet : ferd i folk og natur (Wigestrand forlag, 1999)

### Schauspiele
- Terroristene (1980)

### Nachdichtungen
- Afrika, mitt Afrika (1974)
- Léopold Sédar Senghor: Senghors sanger (1976)

## Preise
- Cappelenprisen (Preis des Verlages Cappelen) 1985
- Dobloug-Preis der Schwedischen Akademie 1993
- Stavanger Aftenbladets kulturpris 1994
- Prøysenprisen 1996
- Sankt-Olav-Orden 2010